# O'Neil Longson
O'Neil Longson (..., ..-..-....) is een Amerikaans professioneel pokerspeler. Hij won onder meer het $1.500 Pot-Limit Omaha-toernooi van de World Series of Poker 1994 (goed voor een hoofdprijs van $100.800,-), het $5.000 No-Limit Deuce-to-Seven Draw-toernooi van de World Series of Poker 2003 (goed voor $147.680,-) en het $1.500 Razz-toernooi van de World Series of Poker 2005 (goed voor $125.690,-).
Longson verdiende tot en met juli 2011 meer dan $2.150.000,- in pokertoernooien (cashgames niet meegerekend).

## World Series of Poker
Longson speelde zich voor het eerst in de kijker in het professionele poker toen hij vanuit het niets vierde werd in het $1.000 No Limit Hold'em-toernooi van de World Series of Poker 1980. Dat bleek het begin van een reeks die op de World Series of Poker 2009 beland de op Longsons dertigste geldprijs in een World Series of Poker (WSOP)-toernooi. Negentien daarvan won hij door zich voor een finaletafel te plaatsen.
Longsons sportieve hoogtepunten op de WSOP waren zijn meerdere titels, die hem tot een select gezelschap doen behoren. Hij had daarnaast meer dan eens de kans zijn aantal WSOP-overwinningen nog verder te verhogen. Zo werd hij:
- tweede in het $5.000 Pot Limit Omaha-toernooi van de World Series of Poker 1990 (achter Amarillo Slim)
- tweede in het $1.500 No Limit Hold'em-toernooi van de World Series of Poker 1991 (achter Brent Carter)
- tweede in het $5.000 Omaha Pot Limit-toernooi van de World Series of Poker 1992 (achter Hoyt Corkins)
- tweede in het $5.000 No Limit Deuce to Seven Draw-toernooi van de World Series of Poker 2002 (achter Allen Cunningham)
- tweede in het $2.500 Pot Limit Omaha-toernooi van de World Series of Poker 2003 (achter John Juanda)

Ook werd hij in 2007 een keer derde en vierde in zowel 1980 als in twee toernooien van de WSOP 1995.

## Titels
Longson won ook verschillende toernooien die niet tot de WSOP behoren, zoals:
- het $5.000 No Limit Hold'em - Championship Event van de LA Poker Classic IV 1995 in Los Angeles ($114.000,-)
- het $500 Pot Limit Omaha-toernooi van de Four Queens Poker Classic 1995 in Las Vegas ($39.400,-)
- het $4.000 Limit Seven Card Stud-toernooi van het United States Poker Championship 1996 in Atlantic City ($200.000,-)
- het $1.000 Omaha Hi/Lo-toernooi van de LA Poker Classic VI 1997 in Los Angeles ($30.800,-)
- het $1.500 A-5 Triple Draw Lowball-toernooi van de Hall of Fame Poker Classic 2002 in Las Vegas ($8.460,-)
- het $500 Pot Limit Omaha-toernooi van de Caesars Palace Classic 2008 in Las Vegas ($16.936,-)

## WSOP-titels
| Jaar                       | Toernooi                            | Prijs      |
| -------------------------- | ----------------------------------- | ---------- |
| World Series of Poker 1994 | $1.500 Pot-Limit Omaha              | $100.800,- |
| World Series of Poker 2003 | $5.000 No-Limit Deuce-to-Seven Draw | $147.680,- |
| World Series of Poker 2005 | $1.500 Razz                         | $125.690,- |